# Призренський округ
Призренский округ (серб. Призренски округ) — округ на півдні Сербії, в автономному краї Косово і Метохії (фактично контролюється владою частково визнаної Республіки Косово). Центр округу — місто Призрен.

## Общини
Призренський округ включає 4 громади, які об'єднують 220 населених пункти.
| № | Община    | Площа, км² | Число населених пунктів |
| - | --------- | ---------- | ----------------------- |
| 1 | Гора      | 310        | 19                      |
| 2 | Ораговац  | 401        | 55                      |
| 3 | Призрен   | 757        | 96                      |
| 4 | Сува-Река | 434        | 50                      |
|   | ВСЬОГО    | 1902       | 220                     |

## Населення
На території округу проживає 376,1 тис. осіб